# Galloway (race bovine)
Pour les articles homonymes, voir Galloway (homonymie).
La Galloway est une race bovine écossaise. 

## Origine
Elle appartient au rameau celtique, un bétail noir arrivé avec les Celtes au Néolithique. Elle est originaire de la région de Galloway, au sud-ouest de l'Écosse. C'est l'une des plus vieilles races britanniques, même si son livre généalogique ne date que de 1862.
En 1997, son effectif est de 6000 vaches et 196 taureaux, dont 4 disponibles en insémination artificielle.

## Morphologie
Elle porte une robe noire. Il existe cependant des variantes rouge, ceinturée (belted galloway) ou blanche. Ses poils sont longs et ont tendance à friser. Elle n'a pas de cornes.

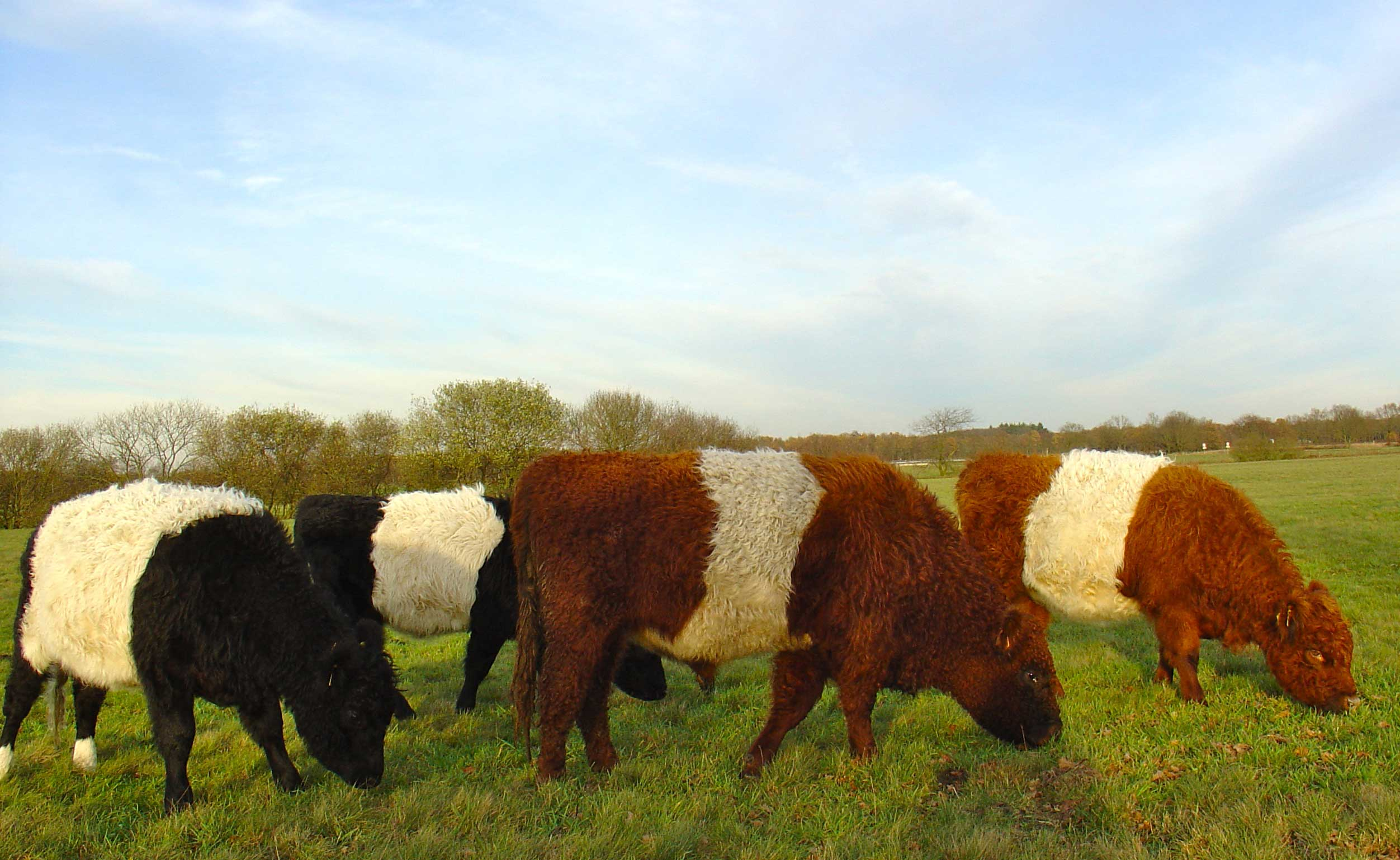
Taureaux Galloway ceinturés aux Pays-Bas

C'est une race de petite taille mais lourde et musclée : 120 cm pour une masse de 450-500 kg chez la vache et 138 cm pour 750 kg chez le taureau.

## Aptitudes
C'est aujourd'hui une race essentiellement bouchère, mais elle a fourni par le passé lait et cuir. Elle donne une viande tendre, juteuse et savoureuse. Des essais aux États-Unis ont classé sa viande en tête de 11 races en dégustation. 
Elle est réputée pour sa rusticité : 
- La vache vêle aisément seule et nourrit bien son veau.
- La toison hivernale est faite de longs poils durs sur lesquels glissent la neige et la pluie. Dessous, un fin duvet isole du froid. Cette texture de poil évite une couche de gras sous-cutané que l'on trouve chez d'autres races.
- Elle transforme efficacement en muscle les fourrages grossiers qu'elle trouve, sans finition aux céréales.
- C'est aussi une race qui sait se défendre contre les chiens. Certains bergers en gardaient une dans leur troupeau de moutons pour prévenir de l'arrivée des chiens. Pourtant, elle est aussi réputée docile.